# Butia
Butia (Becc.) Becc., 1916 è un genere di piante della famiglia delle Arecacee, nativo del Sud America e presente in Brasile, Paraguay, Uruguay e Argentina.
La maggior parte delle specie producono frutti edibili, usati per lo più per la produzione di bevande alcoliche. Il nome deriva dal termine vernacolare brasiliano dato al genere.

## Descrizione
Si tratta di 'palme piuma', con foglie pennate lunghe dai 2 ai 4 metri. Le specie variano da piante quasi senza fusto che raramente superano i 40 cm di altezza (ad esempio B. campicola) a piccoli alberi fino a 10 m di altezza (ad esempio B. yatay).
Butia capitata è nota come una delle palme piuma più resistenti al freddo, tollerando temperature fino a circa −10 °C; è ampiamente coltivata nelle regioni temperate calde.

## Tassonomia
Il genere comprende le seguenti specie:
- Butia archeri (Glassman) Glassman
- Butia arenicola (Barb.Rodr.) Burret
- Butia campicola (Barb.Rodr.) Noblick
- Butia capitata (Mart.) Becc.
- Butia catarinensis Noblick & Lorenzi
- Butia eriospatha (Mart. ex Drude) Becc.
- Butia exilata Deble & Marchiori
- Butia exospadix Noblick
- Butia lallemantii Deble & Marchiori
- Butia lepidotispatha Noblick
- Butia leptospatha (Burret) Noblick
- Butia marmorii Noblick
- Butia matogrossensis Noblick & Lorenzi
- Butia microspadix Burret
- Butia noblickii Deble, Marchiori, F.S.Alves & A.S.Oliveira
- Butia odorata (Barb.Rodr.) Noblick
- Butia paraguayensis (Barb. Rodr.) L.H.Bailey
- Butia poni (Hauman) Burret
- Butia pubispatha Noblick & Lorenzi
- Butia purpurascens Glassman
- Butia witeckii K.Soares & S.J.Longhi
- Butia yatay (Mart.) Becc.

### Ibridi
- ×Butyagrus nabonnandii (B. capitata × Syagrus romanzoffiana)[3]